# Laurent de Vos
Laurent de Vos (* um 1533 in Antwerpen; † Januar oder März 1580 in Cambrai) war ein flämischer Komponist der Renaissance.

## Leben
De Vos war vermutlich der Bruder des bekannten Antwerpener Malers Marten de Vos. Er hat seine musikalische Ausbildung vermutlich als Chorknabe an der Kathedrale seiner Vaterstadt erhalten. 1566 wurde er Musikdirektor und verantwortlicher Leiter der Chorknaben an der Kathedrale, des damals noch spanisch-flämischen Cambrai. 1570 war er Countertenor an der St.-Donatus-Kirche in Brügge und von August 1577 bis September 1578 Chorleiter an St. Martin in Ypern. 1580 kehrt er nach Cambrai in die Dienste des Erzbischofs Louis de Berlaymont zurück, der kurze Zeit danach in den Wirren der Zeit nach Tournai flüchten musste.
Hier begeht de Vos den Irrtum, den Text einer Motette so zu gestalten, dass Kritik an der augenblicklichen politischen Situation darin vorkommt. Er wird unmittelbar nach der Aufführung, auf Befehl des die Stadt zu dieser Zeit despotisch regierenden Baudouin de Gavre, Baron d'Inchy inhaftiert und ohne Verhandlung vor den Augen seiner weinenden Chorknaben auf dem Marktplatz gehängt.
Nach der Rückkehr de Berlaymonts in sein Bistum, ließ der Bischof am 10. Oktober 1605, die sterblichen Überreste von de Vos und die seiner Mitmärtyrer, ehrenvoll in der Église des Cordeliers beisetzten.

## Werke
- Eine Sammlung die vier- bis fünfstimmige Chansons und einen achtstimmigen Dialog enthält (gedruckt Douai 1603).
- Die fünfstimmige Motette Cometis carnes wurde in der Sammlung Florilegium sacrarum cantionum veröffentlicht (Antwerpen 1609).